# 二千石
二千石（にせんせき）は、中国古代、漢における官僚の等級と俸給（秩石）を表す語。
漢の秩石には万石から百石まであり、その数字に応じて俸給が半分は穀物、半分は銭で支給された。二千石は主に郡太守などの高官が該当し、中二千石、真二千石、二千石、比二千石の4種類に分かれていた。
- 中二千石
いわゆる九卿が該当した。毎月180斛を支給された。
- 真二千石
前漢末の州牧などが該当した。毎月150斛を支給された。
- 二千石
郡太守や太子太傅、司隷校尉などの官が該当した。毎月120斛を支給された。
- 比二千石
郡都尉や丞相司直、光禄大夫、中郎将などが該当した。毎月100斛を支給された。

これらの高官を総称して「吏二千石」と呼ぶことがあった。二千石には皇帝の許可なく逮捕できない特権（『漢書』文帝紀、文帝前7年）や、兄弟や子を郎に就けることができる任子（『漢書』哀帝紀注）などの特権があった。比二千石以上の官が持つ印綬は銀印青綬であった。また一方で皇帝陵の近傍に皇帝陵を守るための陵県が作られる際には、二千石が強制移住の対象になった（『漢書』地理志下）。
二千石の諸官の中でも、特に郡の長官である郡太守や諸侯王の相の代名詞として「二千石」が使われる場合があった（『漢書』循吏伝）。

## 転用
漢代に郡太守の代名詞として使われたことから転じ、知事などの地方長官を「二千石」と表現する用法がある。
日本の律令制において、国司の長である守（かみ）の唐名のひとつである。